# وو جو-يونغ
وو جو-يونغ (هانغل: 우주영) هو لاعب كرة قدم كوري جنوبي في مركز الدفاع، ولد في 17 سبتمبر 1990 في كوريا الجنوبية. لعب مع نادي غوانغجو آر أند إف.